# Summer Time Machine Blues
Summer Time Machine Blues (サマー タイム マシン ブルース Samâ taimumashin burûsu) là bộ phim điện ảnh Nhật Bản được đạo diễn bởi Katsuyuki Motohiro.  Trong phim, diễn viên nổi tiếng Eita vào vai một thành viên của câu lạc bộ khoa học giả tưởng ở trường Đại học, Juri Ueno và Maki Yoko là thành viên của câu lạc bộ Nhiếp ảnh, cả hai câu lạc bộ đều ở chung trong một ngôi nhà được trường cấp.

## Nội dung phim
Summer Time Machine Blues là câu chuyện xoay quanh những thành viên của câu lạc bộ khoa học giả tưởng, những người hàng ngày tiêu tốn thời gian vào những việc vô bổ như chơi bóng chày và nhờ hai người bạn ở câu lạc bộ Nhiếp ảnh láng giềng chụp ảnh hộ. Vào một ngày, sau khi từ sân bóng chày trở vào nhà sinh hoạt chung của câu lạc bộ, điện bị mất do đó các chàng trai quyết định đi tắm ở nhà tắm công cộng, còn 2 cô gái Yui và Haruka ở lại để rửa những bức ảnh vừa chụp. Khi các chàng trai đang tắm, Niimi phát hiện lọ dầu gội của mình bị mất, cậu nghĩ rằng những người còn lại trêu chọc mình và đã nổi giận, yêu cầu họ trả lại dầu gội cho mình. Tuy nhiên không có ai thừa nhận về việc này.
Trên đường trở về, Takuma rẽ qua rạp chiếu phim để mua vé của bộ phim khoa học giả tưởng hạng B, là phim mới nhất được chiếu tại rạp, cậu hi vọng có thể mời Haruka đi cùng xem phim này với mình. Tuy nhiên khi cậu trở về mọi người có thái độ rất lạ lùng, họ chờ cậu biểu diễn màn múa khỏa thân với chậu rửa mặt. Takuma ngạc nhiên và muốn được giải thích về chuyện đã xảy ra, tuy nhiên sau đó một chuỗi sự kiện bất ngờ xảy ra. Daigo tình cờ làm đổ lon Cô-ca lên chiếc điều khiển điều hòa khi cậu bị ai đó thụi vào mặt. Mọi người cố gắng lau sạch chiếu điều khiển nhưng tất cả đều không kịp, chiếc điều khiển bị hư, không thể dùng để bật điều hòa lên được nữa. Mọi chuyện trở nên tồi tệ hơn khi ngôi nhà đang dưới cái nắng oi bức của ngày hè.
Chiếc điều khiển không bị hư hại bên ngoài nên mọi người cho rằng nó vẫn có thể sửa được, họ đem nó đến cho giáo viên chủ nhiệm câu lạc bộ, một giáo viên vật lý, và nhờ ông sửa hộ. Sau đó các cậu đi ra bãi rác của trường để tìm lấy một chiếc quạt cũ nào đó bị vứt đi nhưng vẫn có thể hoạt động. Sau đó, khi họ trở lại phòng sinh hoạt thì phát hiện một kẻ lạ mặt đang vội vàng chạy trốn, cậu ta bỏ lại một chiếc máy với hình thù rất kỳ lạ. Sau một đoạn thời gian tìm hiểu, họ phát hiện ra đây chính là một cỗ máy thời gian. Thế là những chàng trai quyết định quay ngược trở về quá khứ để lấy cắp chiếc điều khiển trở về hiện tại khi nó vẫn còn sử dụng được. Tuy nhiên, ngay khi trở về quá khứ, một ngày trước đó, họ không thể điều khiển xảy ra mọi việc theo ý mình, đồng thời những sự kiện kỳ lạ cũng được kết nối lại với nhau ngày càng rõ ràng thêm.